# Liste der Biografien/Fek
Liste der Biografien |
Portal Biografien |
Personensuche
# |
A |
B |
C |
D |
E |
F |
G |
H |
I |
J |
K |
L |
M |
N |
O |
P |
Q |
R |
S |
T |
U |
V |
W |
X |
Y |
Z |
?
 
Fa |
Fe |
Ff |
Fh |
Fi |
Fj |
Fk |
Fl |
Fm |
Fn |
Fo |
Fr |
Ft |
Fu |
Fy
 
Fea |
Feb |
Fec |
Fed |
Fee |
Fef |
Feg |
Feh |
Fei |
Fej |
Fek |
Fel |
Fem |
Fen |
Feo |
Fer |
Fes |
Fet |
Feu |
Fev |
Few |
Fey |
Fez
Die Liste der Biografien führt alle Personen auf, die in der deutschsprachigen Wikipedia einen Artikel haben. Dieses ist eine Teilliste mit 38 Einträgen von Personen, deren Namen mit den Buchstaben „Fek“ beginnt.

## Fek

### Feka
- Feka, Dren (* 1997), deutsch-kosovarischer Fußballspieler
- Fekansa, Misgana Wakuma (* 2004), äthiopischer Leichtathlet

### Feke
- Feke, Robert († 1750), US-amerikanischer Maler
- Fekete, Alfred (1879–1924), österreich-ungarischer Schriftsteller und Drehbuchautor
- Fekete, Antal (1932–2020), ungarisch-kanadischer Mathematiker und Ökonom
- Fekete, Árpád (1921–2012), ungarischer Fußballtrainer
- Fekete, Benedek Szabolcs (* 1977), ungarischer römisch-katholischer Geistlicher, Weihbischof in Szombathely
- Fekete, Dániel (* 1982), ungarischer Eishockeyspieler
- Fekete, Dávid (* 1996), ungarischer Handballspieler
- Fekete, Esteban (1924–2009), deutsch-argentinischer Maler
- Fekete, Fédra (* 1998), ungarische Hochspringerin
- Fekete, Franz (1921–2009), österreichischer SS-Hauptscharführer, Politiker (SPÖ) und Bürgermeister von Kapfenberg (1963–1987)
- Fekete, Ibolya (* 1951), ungarische Filmregisseurin und Drehbuchautorin
- Fekete, Ilona (* 1926), ungarische Weitspringerin, Sprinterin und Mittelstreckenläuferin
- Fekete, István (1900–1970), ungarischer Schriftsteller
- Fekete, Jan (* 1958), slowakischer Künstler
- Fekete, Jeremy J. P. (* 1960), Schweizer Dokumentarfilmer, Autor und Regisseur
- Fekete, Judit, ungarische Schauspielerin
- Fekete, Julius (* 1949), Kunsthistoriker, Historiker, Denkmalpfleger und Autor
- Fekete, Lajos (1891–1969), ungarischer Turkologe
- Fekete, László (1954–2014), ungarischer Fußballspieler
- Fekete, Michael (1886–1957), ungarisch-israelischer Mathematiker
- Fekete, Sára (* 1991), ungarische Badmintonspielerin
- Fekete, Thomas (* 1995), schweizerisch-brasilianischer Fussballspieler
- Fekete, Vladimir (* 1955), römisch-katholischer Geistlicher, Bischof und Apostolischer Präfekt in Baku
- Fekete-Kovács, Kornél (* 1970), ungarischer Jazzmusiker
- Feketehalmy-Czeydner, Ferenc (1890–1946), ungarischer Offizier und Kriegsverbrecher im Zweiten Weltkrieg
- Feketeházy, János (1842–1927), ungarischer Bautechniker

### Feki
- Fekir, Nabil (* 1993), französisch-algerischer Fußballspieler

### Fekl
- Fekl, Matthias (* 1977), deutsch-französischer Politiker (PS), Innenminister
- Fekl, Werner (1926–1990), deutscher Biologe und Ernährungswissenschafter
- Feklenko, Nikolai Wladimirowitsch (1901–1951), sowjetischer Generalleutnant
- Feklisow, Alexander Semonowitsch (1914–2007), sowjetischer NKWD-Offizier
- Feklistow, Alexander Wassiljewitsch (* 1955), russischer Schauspieler
- Feklistowa, Marija Alexandrowna (* 1976), russische Sportschützin

### Fekn
- Fekner, John (* 1950), US-amerikanischer Künstler, Komponist und Fotograf

### Fekr
- Fekri, Sara Khoshjamal (* 1988), iranische Taekwondoka

### Fekt
- Fekter, Maria (* 1956), österreichische Juristin und Politikerin (ÖVP), Finanzministerin, Abgeordnete zum NationalratMaria Fekter (* 1956)

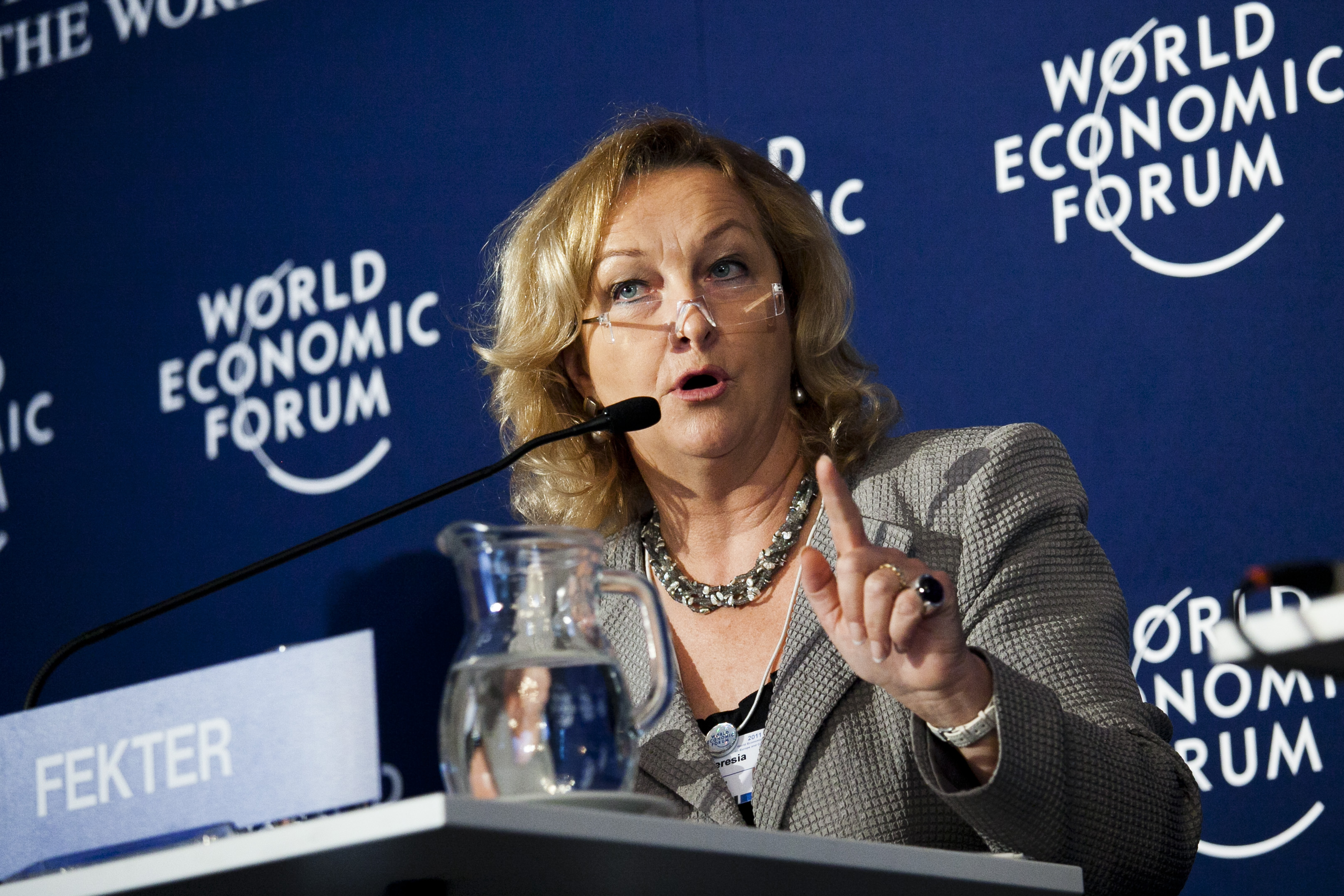
Maria Fekter (* 1956)